# UHC Lok Reinach
Der UHC Lok Reinach ist ein Unihockey-Club im Kanton Aargau. 1987 gegründet, begann Lok mit einer Mannschaft und 15 Spielern in der 2. Liga. 2009 spielten bei Lok rund 200 Spieler in 11 Mannschaften, davon rund 130 Nachwuchsspieler in 7 Junioren-Mannschaften. Die erste Herrenmannschaft von Lok ist mehrfacher NLB-Meister. 2008/09 gelang zum dritten Mal in der Vereinsgeschichte der Aufstieg in die oberste Spielklasse, die Nationalliga A. Die älteste Nachwuchsmannschaft, die Junioren U21 sind auf die Saison ebenfalls in die höchste Spielklasse aufgestiegen. Die Damen spielen in der 1. Liga Grossfeld.

## Geschichte
1994 stieg der UHC in die Nationalliga B Grossfeld auf. Im Jahr 2000 erfolgte der Aufstieg in die Nationalliga A durch einen Playoff-Sieg gegen Hornets Bülach, allerdings konnte sich der Verein nicht in dieser Liga halten und stieg in der nächsten Saison wieder ab. 2005 wurde die erste Herrenmannschaft erstmals in der Vereinsgeschichte Nationalliga B-Meister, verpassen allerdings den Aufstieg in den Playoffs gegen Kloten. Lok Reinach verpflichtet Martin Dahlgren vom mehrmaligen schwedischen Meister Pixbo Göteborg. 2006 wurde als neuer Trainer der ersten Mannschaft Beat Schneckenburger engagiert. Die erste Mannschaft wurde Nationalliga B-Meister und stieg – nach einer Niederlage und zwei Siegen in den Playoffs gegen Kloten-Bülach Jets – in die Nationalliga A auf. Nach einem Jahr in der Nationalliga A stieg der UHC wieder in die Nationalliga B ab. Beat Schneckenburger trat Ende Januar 2007 von seinem Traineramt zurück. Sportchef Rainer Sommerhalder übernahm die Führung bis zum Ende der Saison. Der Abstieg konnte jedoch nicht mehr verhindert werden. Lok Reinach wurde an der Wyna-Expo 2007 mit grossem Abstand zum beliebtesten Verein der Region gewählt. Präsident Bruno Burger trat an der Generalversammlung nach neunjähriger Präsidiumszeit zurück. Vizepräsident Dieter Schärer übernahm interimsmässig die Führung des Vereins. In der Saison 2007/2008 wurde als neuer Trainer der Herren 1 Schwede Magnus Svensson angestellt. In der Saison 2008/2009 folgte die Teilnahme an der Meisterschaft der Nationalliga B. Lok Reinach verpflichtete Mikael Jakobsson vom schwedischen Eliteserien-Klub Balrog B/S IK. Lok wurde Schweizer Meister in der Nationalliga B. In den Auf- und Abstiegs-Playoffs der NLB und der Swiss Mobiliar League gelang Lok mit drei Siegen gegen den UHC Uster der erneute Aufstieg in die Swiss Mobiliar League. Nach der Saison 2009/2010 gab es einen Wechsel an der Bande. Magnus Svensson wechselte zum Ligakonkurrenten Grasshopper Club Zürich. Neuer Coach wurde der Finne Otto Moilanen. Nach nur einem Jahr Amtszeit an der Bande und dem Abstieg des Teams in die Nationalliga B, verlässt Moilanen Reinach bereits wieder. Auf die Saison 2011 / 2012 hin wurde Patrick Jehli als neuer Trainer verpflichtet. Dieser konnte aber den Abstieg in die erste Liga nicht verhindern. Auf die Saison 2012 / 2013 hin wurden die beiden ehemaligen Spieler Magnus Hedlund als Cheftrainer und Roman Galli als Assistenztrainer verpflichtet.

## Teams
Der UHC Lok Reinach startet mit folgenden Mannschaften in die Saison 2014/15:
- Herren Aktive: 1. Liga Grossfeld
- Herren: 4. Liga Grossfeld
- Junioren U21: Stärkeklasse B
- Junioren U18: Stärkeklasse B
- Junioren U16: Stärkeklasse C
- Junioren C: Regional
- Junioren D: (2 Teams)
- Junioren E:

- Damen Aktive: 1. Liga Grossfeld
- Juniorinnen U21: Stärkeklasse C

### Herrenmannschaft
| Nr. | Name             | Jahrgang | Nationalität |
| --- | ---------------- | -------- | ------------ |
| 41  | Marcel Schaffner | 1992     | Schweizer    |
| 88  | Tobias Hug       | 1994     | Schweizer    |

| Nr. | Name           | Jahrgang | Nationalität |
| --- | -------------- | -------- | ------------ |
| 3   | Michael Gürber | 1992     | Schweizer    |
| 21  | Armin Frey     | 1990     | Schweizer    |
| 69  | Andreas Frey   | 1992     | Schweizer    |
| 82  | Raphael Möri   | 1990     | Schweizer    |
|     | Sandro Frey    | 1994     | Schweizer    |
|     | Joel Galliker  | 1994     | Schweizer    |

| Nr. | Name                   | Jahrgang | Nationalität |
| --- | ---------------------- | -------- | ------------ |
| 8   | David Dünki            | 1990     | Schweizer    |
| 10  | Marco Gürber           | 1991     | Schweizer    |
| 13  | Tobias Wullschleger    | 1989     | Schweizer    |
| 14  | Micha Hediger          | 1992     | Schweizer    |
| 17  | Lukas Hediger          | 1988     | Schweizer    |
|     | Rasul El Kathib        | 1995     | Schweizer    |
|     | Dimitri Häfeli         | 1990     | Schweizer    |
|     | Jens-Jörn Sommerhalder | 1994     | Schweizer    |
|     | Patrick Krebs          | 1994     | Schweizer    |

| Name              | Funktion  |
| ----------------- | --------- |
| Magnus Hedlund    | Trainer   |
| Ueli Sommerhalder | Teamchef  |
| André Huser       | Sportchef |